# Abtei Münsterschwarzach

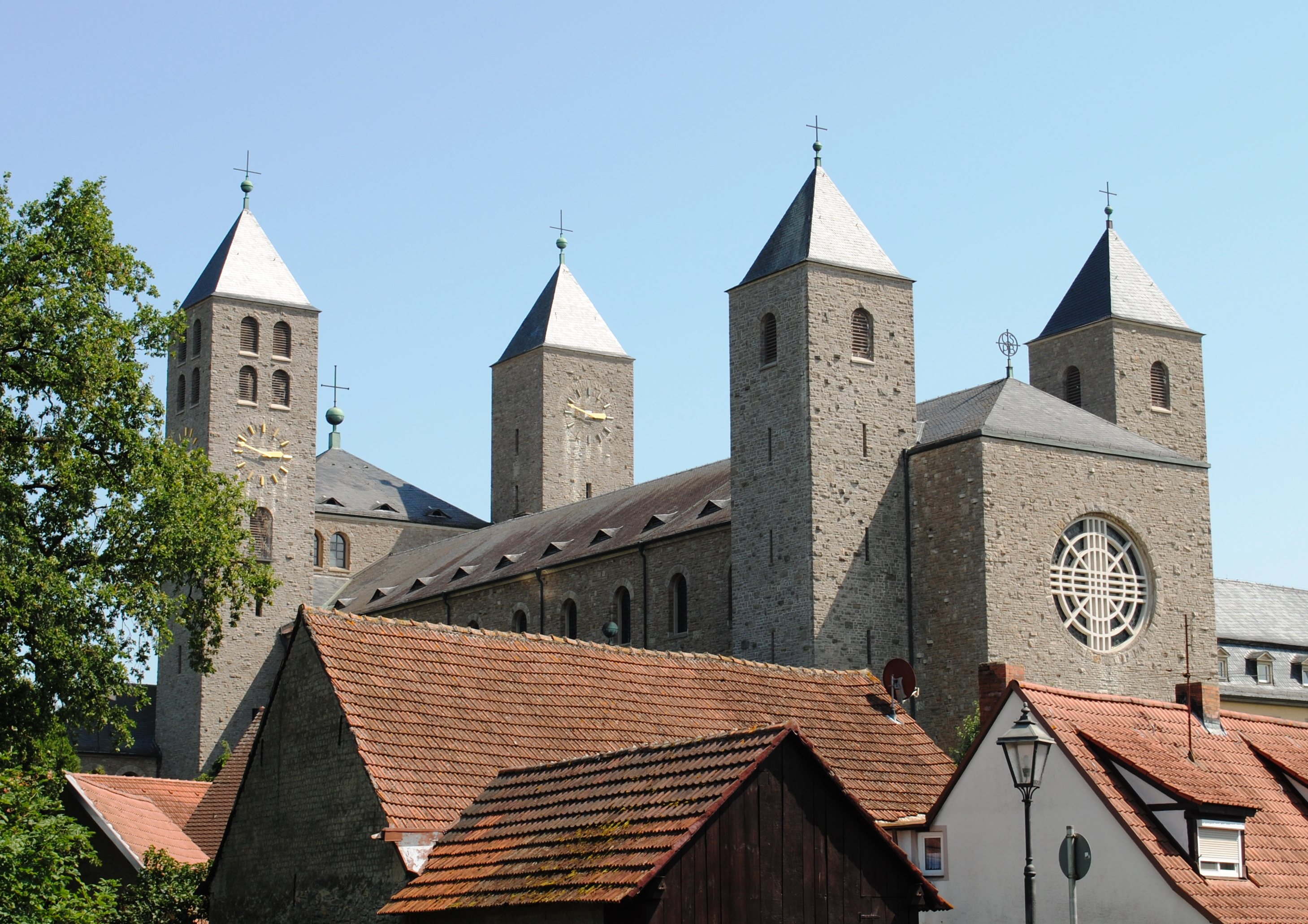
Ansicht der Klosterkirche über die Dächer der umgebenden Bebauung

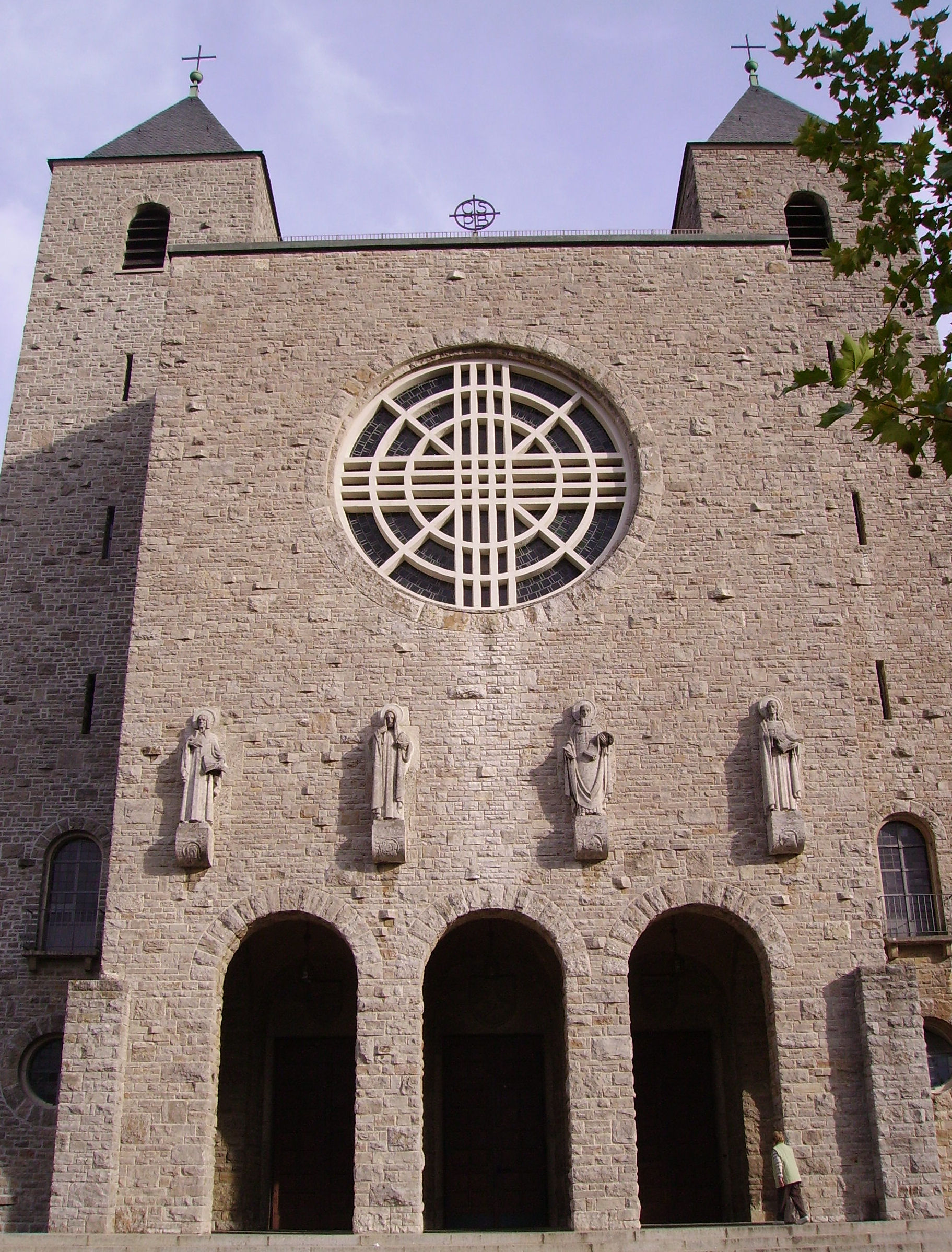
Portal

Die Abtei Münsterschwarzach (Kloster der heiligen Mutter Felizitas) liegt an der Mündung der Schwarzach in den Main, rund 23 Kilometer östlich von Würzburg, in Schwarzach am Main (Gemeindeteil Münsterschwarzach) und gehört zu den wichtigsten Klöstern der Benediktiner in Deutschland.
Zum Konvent gehören gut 100 Benediktiner, von denen etwa 70 in Münsterschwarzach und 35 in abhängigen Häusern des Klosters oder der Missionsarbeit weltweit wirken. Das Kloster gehört zur Benediktinerkongregation von St. Ottilien.

## Geschichte

### Bis zum Übergang an Würzburg (bis 993)

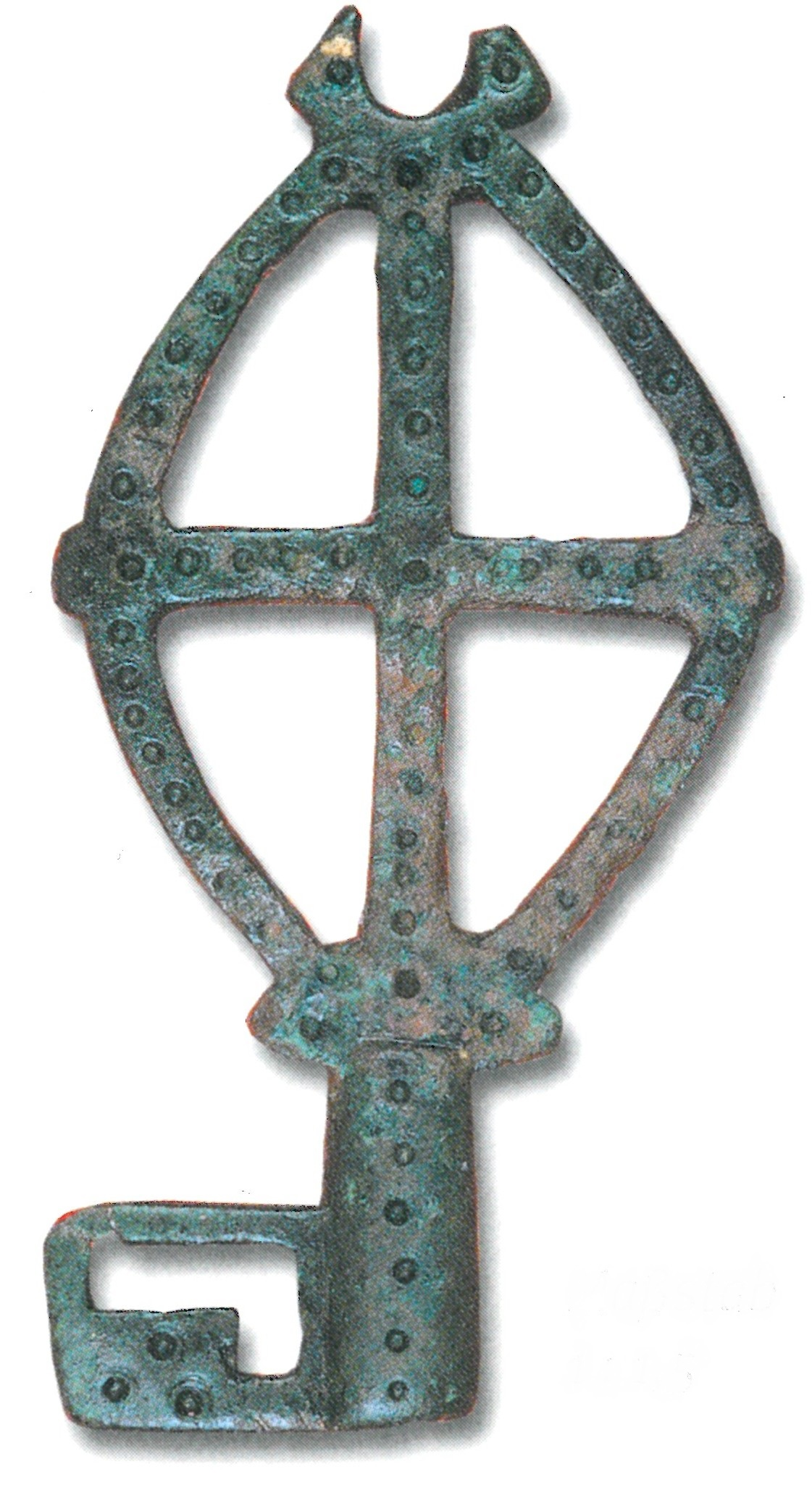
Karolingischer Schlüssel, wohl aus dem Frauenkloster, Bronze, 1939 ausgegraben

Zwei Vorgängerinstitutionen werden von der historischen Forschung mit der Abtei Münsterschwarzach in Verbindung gebracht. Zum einen das Frauenkloster an der Schwarzach, das als Selbstbezeichnung den Namen Monasterium Suuarzaha bzw. Suarizaha besaß. Zum anderen das Kloster Megingaudshausen im Steigerwald, dessen Konvent später die aufgelassenen Baulichkeiten der Frauenabtei am Main bezog und damit eine geographische Kontinuität herstellte.
Beide Klöster sind eng mit dem Geschlecht der Mattonen in Verbindung gebracht worden. Die Mitglieder dieses frühen Reichsdienstadels gründeten monastische Niederlassungen, um die zweitgeborenen Söhne und Töchter ihrer Familie wirtschaftlich zu versorgen. Während die Forschung für Megingaudshausen den Stifter Megingaud und seine Frau Imma ausmachen kann, ist man beim Frauenkloster weitgehend auf Projektionen angewiesen.
Wahrscheinlich gelangte Frauenschwarzach gegen Ende des 8. Jahrhunderts über die Verbindung Karls des Großen mit der Mattonin Fastrada an das karolingische Herrscherhaus. Der herrschaftliche Einfluss hielt allerdings nicht lange an, weil Theodrada, die Tochter Karls, ihr Kloster schnell dem Würzburger Bischof übergab. Spätestens 877 endete die Geschichte des Frauenklosters und die Nonnen zogen ins Zürcher Fraumünster.
Parallel zu diesen Ereignissen entstand im Steigerwald ein weiteres mattonisches Kloster, das als Männerabtei konzipiert war. Es wurde lediglich 816 einmal urkundlich erwähnt. Für Megingaudshausen sind die Verbindungen zum Herrscher im Ostfrankenreich weniger evident. Im 9. Jahrhundert gelangte jedenfalls auch diese Mönchsniederlassung in den Einfluss des Würzburger Bischofs. Arn von Würzburg, der ebenfalls den Mattonen zugerechnet wird, befahl den Mönchen dann die verwaisten Gebäude des Frauenklosters an der Schwarzach zu beziehen.
Damit beginnt die eigentliche Geschichte Münsterschwarzachs, das sich allerdings durch vielfache Symbole auf die beiden Gründungsklöster bezieht. Das junge Kloster wurde in den Konflikt zwischen dem aufstrebenden Bistum Würzburg und der nach wie vor aktiven Familie der Mattonen hineingezogen. Zunächst gelang es dem Mattonen Dracholf die Abtei als Kommendatarabt zu leiten. Nach einem wirtschaftlichen Niedergang, der ohne Kenntnis der Quellen erfolgte, ließ sich Bischof Bernward von Würzburg 993 die Oberhoheit über Münsterschwarzach bestätigen.

### Würzburgisches Mediatkloster (bis 1803)
Obwohl in der Folgezeit immer wieder Konflikte um die Herrschaft über die Abtei ausgetragen wurden, blieb Münsterschwarzach doch nun bis zu seiner Auflösung im Jahr 1803 Teil des Herrschaftsbereichs der Würzburger (Fürst-)Bischöfe. Die enge Verbindung in Richtung Würzburg wurde auch dadurch verdeutlicht, dass die Bischöfe im Hochmittelalter immer wieder von außen Reformäbte nach Münsterschwarzach entsandten. Bereits unter Abt Wolfher, der den Reformern von Gorze nahestand, entwickelte sich Schwarzach zu einem Zentrum für Kunst und Kultur.

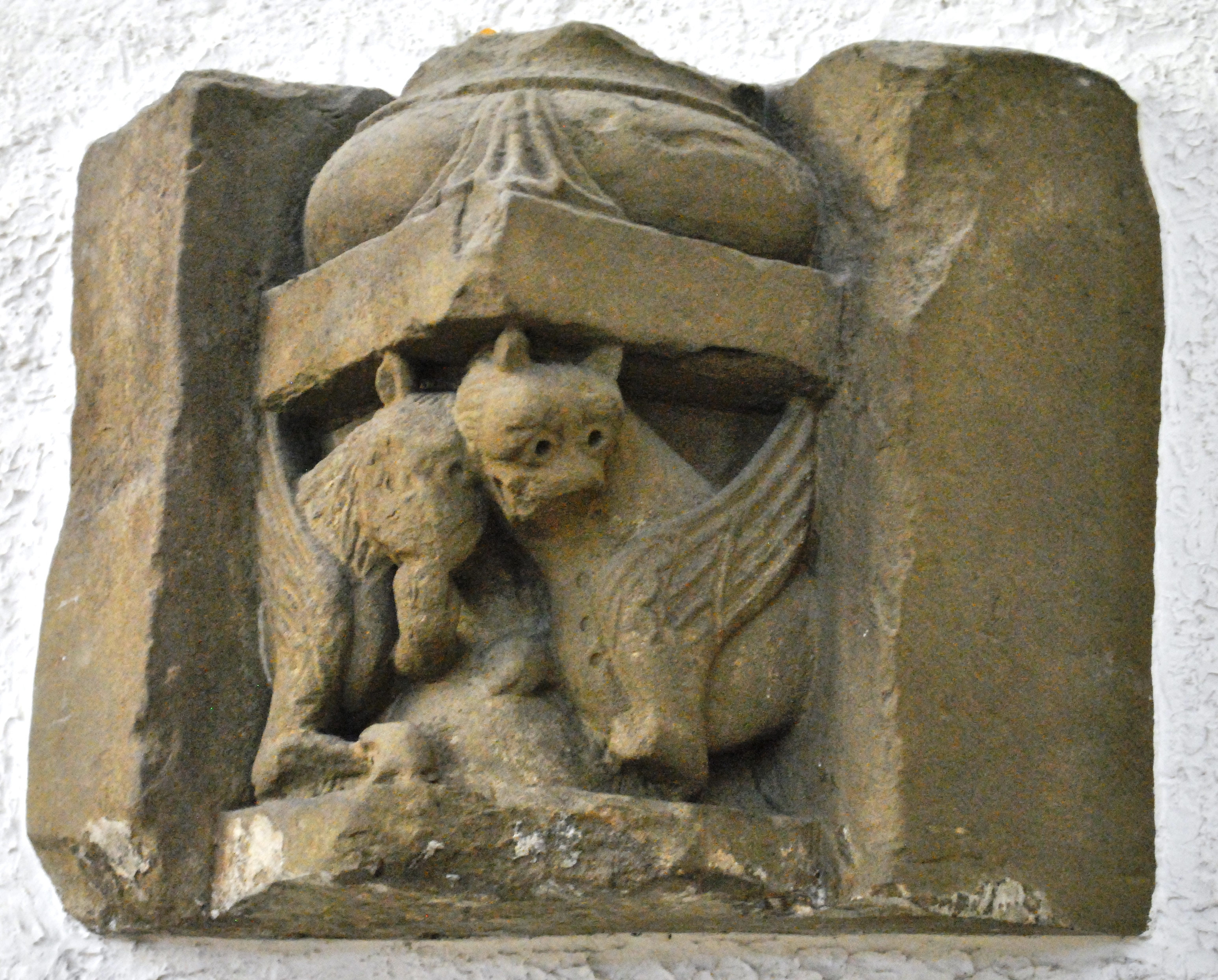
Eckstein mit zwei Greifen aus dem Paradies oder Kreuzgang der romanischen Klosterkirche; Spolie in der modernen Kirche

Den Höhepunkt ihres Einflusses erreichte die Abtei dann unter Wolfhers Nachfolger Egbert, der, von Münsterschwarzach aus, viele Klöster im späteren Heiligen Römischen Reich erneuerte. Sein Einfluss reichte bis Bremen im Norden und Lambach im heutigen Österreich im Süden. Das Reformwerk Egberts, der seit dem 20. Jahrhundert seliggesprochen ist, wäre allerdings ohne die Unterstützung durch den Würzburger Bischof Adalbero niemals so wirksam geworden. Die Kooperation oder Konflikte zwischen den Oberherren und ihrem Kloster prägten auch die folgenden Jahrhunderte.
| Dimbach           |
| Düllstadt         |
| Gerlachshausen    |
| Münsterschwarzach |
| Neuses am Berg    |
| Nordheim          |
| Reupelsdorf       |
| Sommerach         |
| Stadelschwarzach  |
| Untersambach      |

Der Niedergang des Klosters, das auch in der Reichspolitik eine gewisse Rolle spielte, setzte am Übergang zum Spätmittelalter ein. Nun konkurrierten die Grafen zu Castell mit dem Würzburger Diözesan um Einfluss zwischen Main und Steigerwald. Wieder gelang es den Bischöfen sich durchzusetzen. Im 14. Jahrhundert konnte der tiefgespaltene Konvent von Münsterschwarzach fast keine Außenwirkung mehr entfalten. In insgesamt drei schismatischen Abtwahlen kämpften die Parteiungen innerhalb der Klostermauern um ihre Vorherrschaft.
Die Bischöfe versuchten nur zaghaft das erstarrte Klosterleben zu erneuern und scheiterten dabei mehrmals. Erst die Aufhebung des Adelsprinzips, wonach nur hochadelige Männer in die Abtei eintreten konnten, am Ende des 15. Jahrhunderts brach die Strukturen auf. Münsterschwarzach schloss sich 1480 der Bursfelder Kongregation an und gab damit ein weiteres Stück seiner Autonomie auf. Der Deutsche Bauernkrieg, in dem sich die Hintersassen des Klosters offen gegen ihre Herren stellten, zerstörte die Verbindungen nach Bursfelde allerdings bald darauf, weil Hilfszahlungen für die notleidende Abtei ausblieben.
Nun machte sich auch der konfessionelle Gegensatz bemerkbar, der seit dem Jahr 1517 jede Auseinandersetzung im Reich dominierte. Die Neueintritte ins Kloster gingen zurück und lediglich die im Kloster etablierte Schule, deren Renommee immer wieder junge Novizen anzog, rettete den Konvent vor der Auflösung. Erst in der zweiten Hälfte des 16. Jahrhunderts fand das Hochstift Würzburg eine Antwort auf die Reformation. Nun begann unter Abt Johannes IV. Burckhardt die Gegenreformation bzw. Katholische Reform im Klostergebiet.
Die begonnenen Reformen ließen den Konvent in Münsterschwarzach wieder wachsen. Allerdings unterbrach dann der Dreißigjährige Krieg jäh die Aufwärtsentwicklung. Zwischen 1631 und 1634 war das Kloster weitgehend verlassen, der Abt weilte im Exil in Tirol. In dieser Zwischenzeit führten protestantische Verwalter die klösterliche Wirtschaft. Die Gebäude blieben während des langen Krieges zu großen Teilen intakt, sodass nach dem Westfälischen Frieden 1648 der Wiederaufbau schnell abgeschlossen wurde.
In der zweiten Hälfte des 17. und das gesamte 18. Jahrhundert hindurch erlebte Münsterschwarzach eine neue Blüte. Die klösterliche Wirtschaft war vom Weinbau abhängig, der in diesen Jahrzehnten mehrere gute Jahrgänge hervorbringen konnte. Mit den Erlösen aus den Weinkellern finanzierten die Äbte nun die barocke Umgestaltung des Klostergeländes, das seinen Höhepunkt in der Errichtung der Klosterkirche von Balthasar Neumann fand. Für die Ausstattung des mächtigen Gotteshauses konnten bedeutende Künstler gewonnen werden.
Der letzte Abschnitt der Geschichte der alten Abtei kann in den Quellen nur umrisshaft nachvollzogen werden, weil viele Dokumente 1945 verbrannten. Während die Äbte sich zumeist aus der akademischen Welt rekrutierten, legte keiner Wert auf die geistliche Erneuerung des Konventes. Die Säkularisation beendete schließlich am 7. Mai 1803 ein blühendes Klosterleben, die meisten Baulichkeiten wurden verkauft. Bereits 1841 war die erst 100 Jahre vorher eingeweihte Klosterkirche Neumanns abgerissen und das Gelände der Abtei in ein Hofgut umgewandelt.

### Kloster der Missionsbenediktiner (bis heute)
Erst im Jahr 1913 zogen wieder Mönche in die ehemalige Abtei ein. Die Missionsbenediktiner von St. Ottilien hatten 1901 in der Nähe von Wipfeld einen ehemaligen Kurort bezogen und ihn zum Priorat St. Ludwig ausgebaut. Nun benötigte man größere, landwirtschaftliche Flächen, um die wachsende Gemeinschaft zu ernähren. Zunächst wurde Münsterschwarzach also lediglich als Ökonomiehof für St. Ludwig angekauft. Schnell kamen Pläne auf, das alte Klostergelände wieder seinem ursprünglichen Zweck zuzuführen.

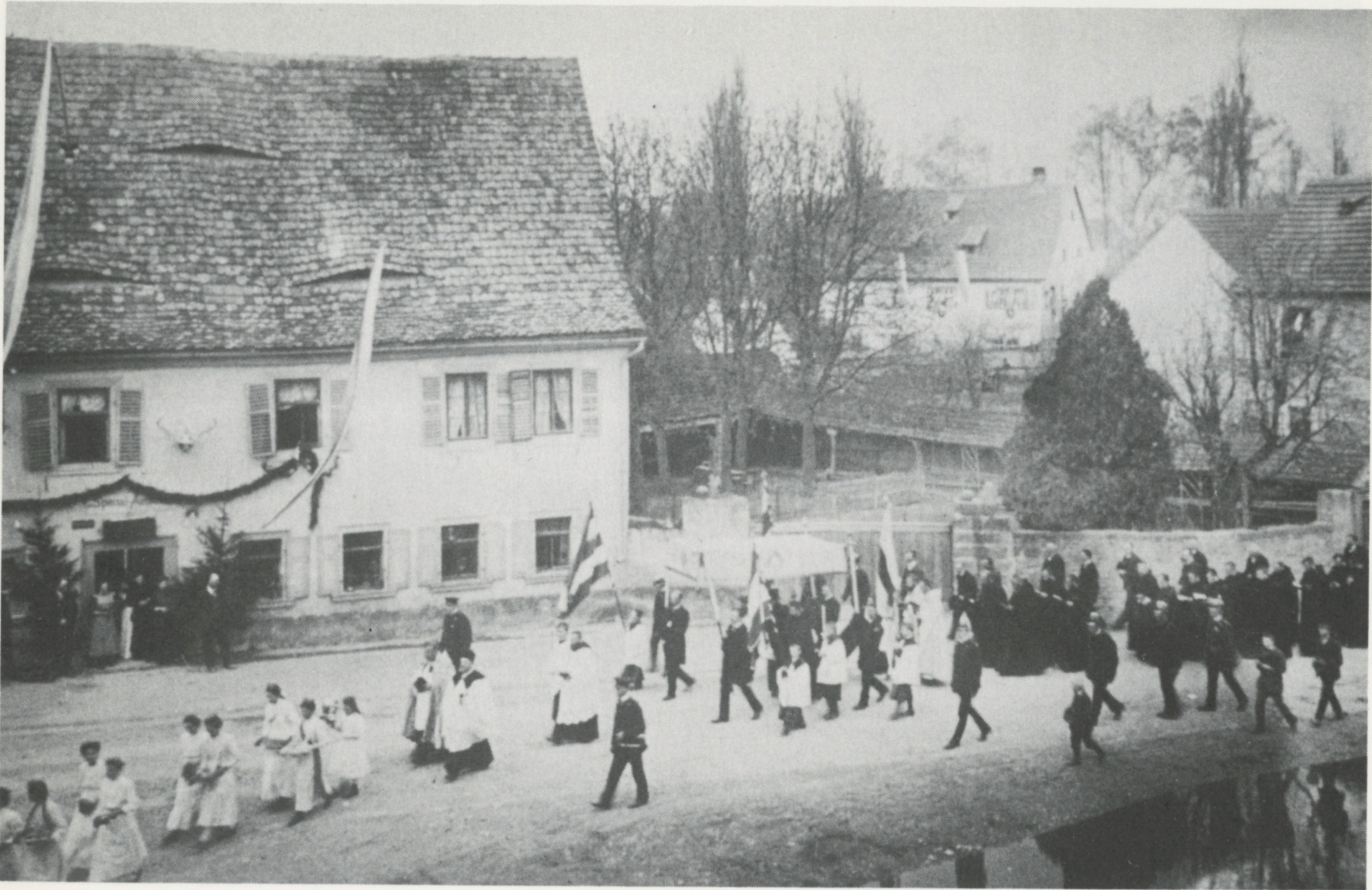
Einzug der Missionsbenediktiner im April 1914

Bereits am 1. April 1914 wurde Münsterschwarzach wieder zur Abtei erhoben, wenn auch äußerlich noch nichts an ein Kloster erinnerte. Die Wahl des neuen Abtes Plazidus Vogel fand noch in St. Ludwig statt, erst im September 1914 bezogen die Mönche die verbliebenen Baulichkeiten der alten Abtei. Die Frühzeit der Wiederbesiedlung ist von einem raschen Anwachsen der Gemeinschaft gekennzeichnet. In Münsterschwarzach wurden vor allem Mönche für ihren Einsatz in der weltweiten Mission ausgebildet.
Einen Höhepunkt erlebte das wieder entstandene Kloster 1938, als man die Klosterkirche des Architekten Albert Boßlet einweihen konnte. Gleichzeitig begann unter den Nationalsozialisten eine schwierige Phase für die Gemeinschaft. Seit 1933 gingen die Machthaber gegen die Ausbildungsstätten des Klosters vor. Der Konflikt gipfelte schließlich im sogenannten Klostersturm. Am 9. Mai 1941 wurde die Mönchsgemeinschaft vertrieben und die meisten Baulichkeiten in ein Lazarett umgewandelt.
Schon am 10. April 1945 wurde die Abtei von den Amerikanern besetzt. Wenige Tage später zog der damalige Abt Burkard Utz in die Baulichkeiten ein. Der Wiederaufbau ging schnell voran und die Gemeinschaft der Missionsbenediktiner wuchs nach dem Krieg rasant. Die Abtei tat sich insbesondere in der Ausbildung ihres eigenen Nachwuchses hervor. Zusätzlich besteht auf dem Klostergelände seit 1946 eine höhere Schule, die später in das Egbert-Gymnasium Münsterschwarzach umgewandelt wurde.
Mit dem Zweiten Vatikanischen Konzil übernahm die Gemeinschaft in den 1960er Jahren Reformen. Insbesondere die jahrhundertealte Ungleichbehandlung von studierten Mönchen und Handwerker-Brüdern wurde aufgehoben. Heute gilt die Abtei als eines der bedeutendsten Klöster des Benediktinerordens in Deutschland. Durch mehrere Einrichtungen wirkt das Kloster weit über die Grenzen Unterfrankens und der Diözese Würzburg hinaus.
Zur Abtei gehörte bis Ende des Jahres 2016 das Kloster Damme mit Seminar- und Tagungshaus. Das Priorat wurde zum 31. Dezember 2016 geschlossen und die Mönche kehrten in die Abtei nach Münsterschwarzach zurück.

## Wappen

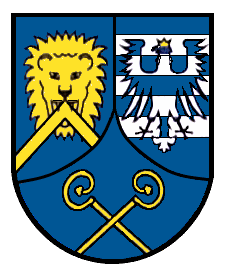
Das Wappen der Abtei

Blasonierung: Gespalten von einer eingebogenen, mit zwei schräggekreuzten goldenen Krummstäben belegten blauen Spitze. Vorn in Blau ein hersehender, goldener Löwenkopf, im Maul einen erniedrigten goldenen Sparren haltend, hinten in Blau drei silberne Balken mit einem golden gekrönten Adler in verwechselten Farben.
Das untere Feld mit den zwei gekreuzten Abtsstäben (das kleine Abteiwappen) weist auf die beiden Klöster hin, aus denen Münsterschwarzach hervorgegangen ist: auf das um 788 in Münsterschwarzach an der Stelle des heutigen Klosters errichtete Benediktinerinnenkloster und auf das 816 in Megingaudshausen/Oberlaimbach (Mfr.) gegründete Benediktinerkloster, dessen Mönche nach 877 in das aufgelassene Frauenkloster übersiedelten.
Der Löwe erinnert an das fränkische Adelsgeschlecht der Mattonen, welche das Frauenkloster in Münsterschwarzach und unter Graf Megingaud das Männerkloster in Megingaudshausen gründeten.
Der Adler lenkt den Blick auf den Würzburger Bischof Adalbero von Lambach-Wels/Oberösterreich (1045–1090), der zusammen mit Abt Egbert aus Gorze in Lothringen (1047–1077) Münsterschwarzach zur hohen Blüte führte.

## Abteikirche
Die Klosterkirche der Abtei Münsterschwarzach gilt als bedeutendes Werk des Architekten Albert Boßlet. Sie entstand zwischen 1935 und 1938 an der Stelle der drei Vorgängerkirchen.

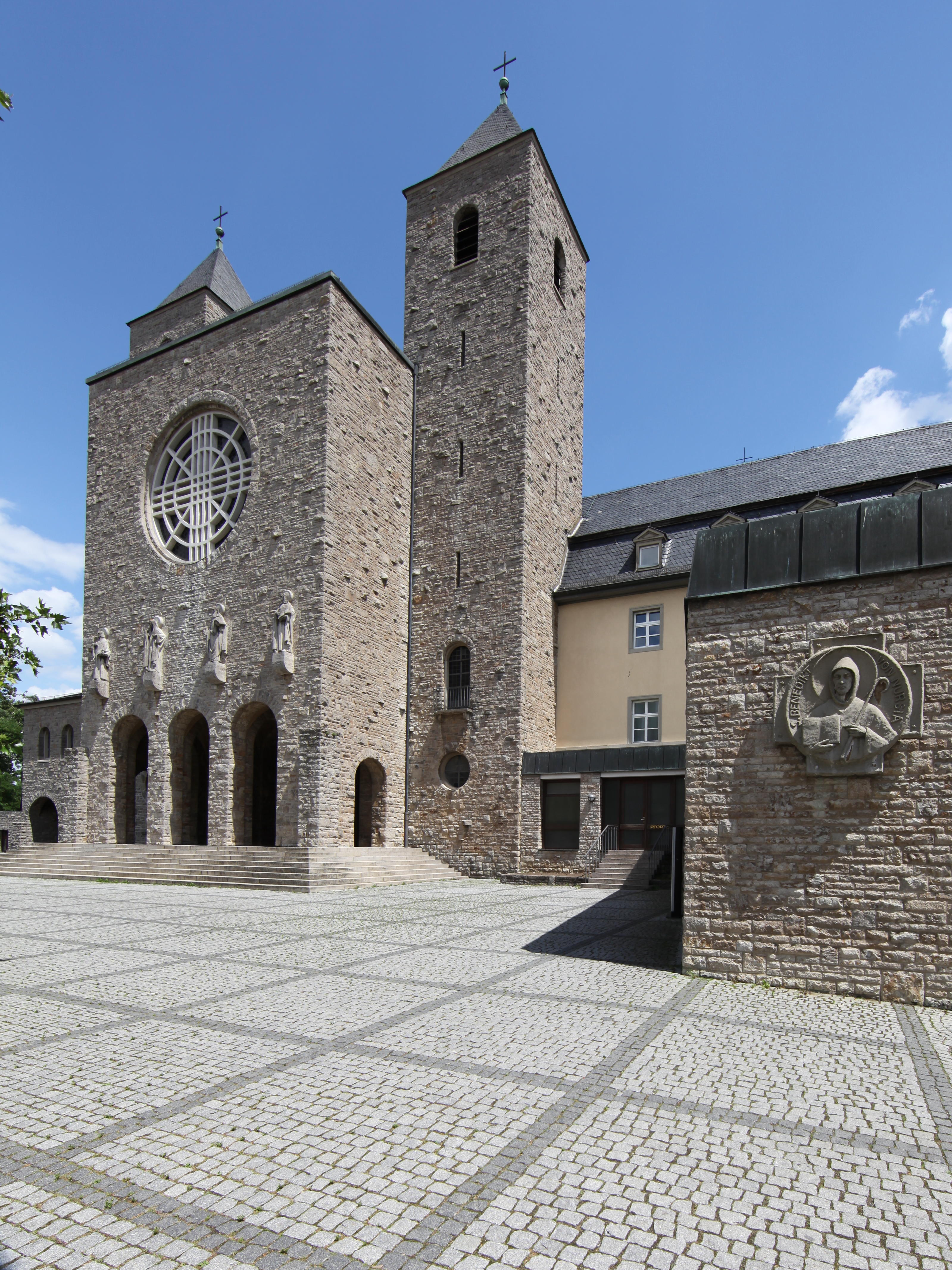
Portal
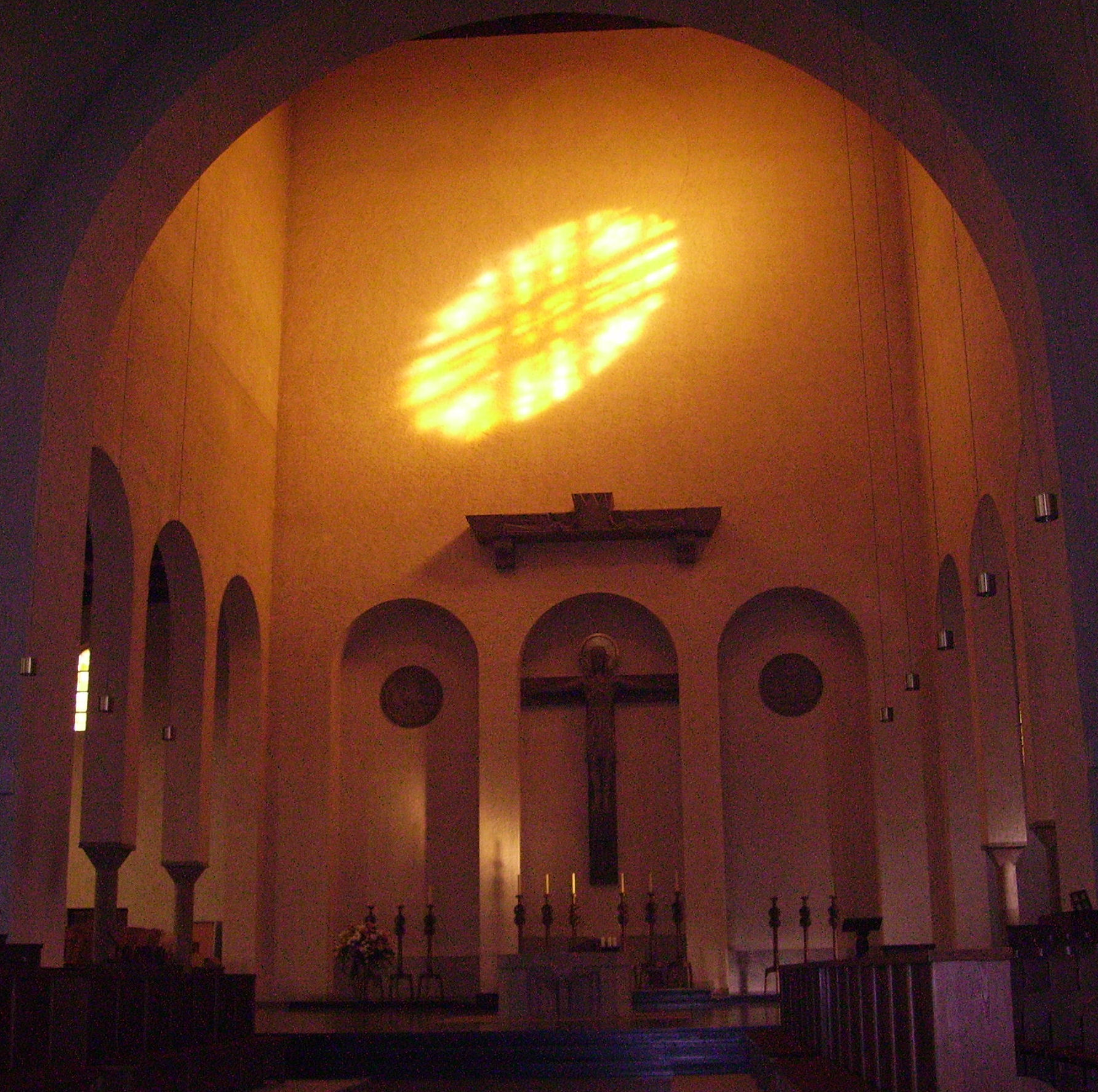
Altarraum
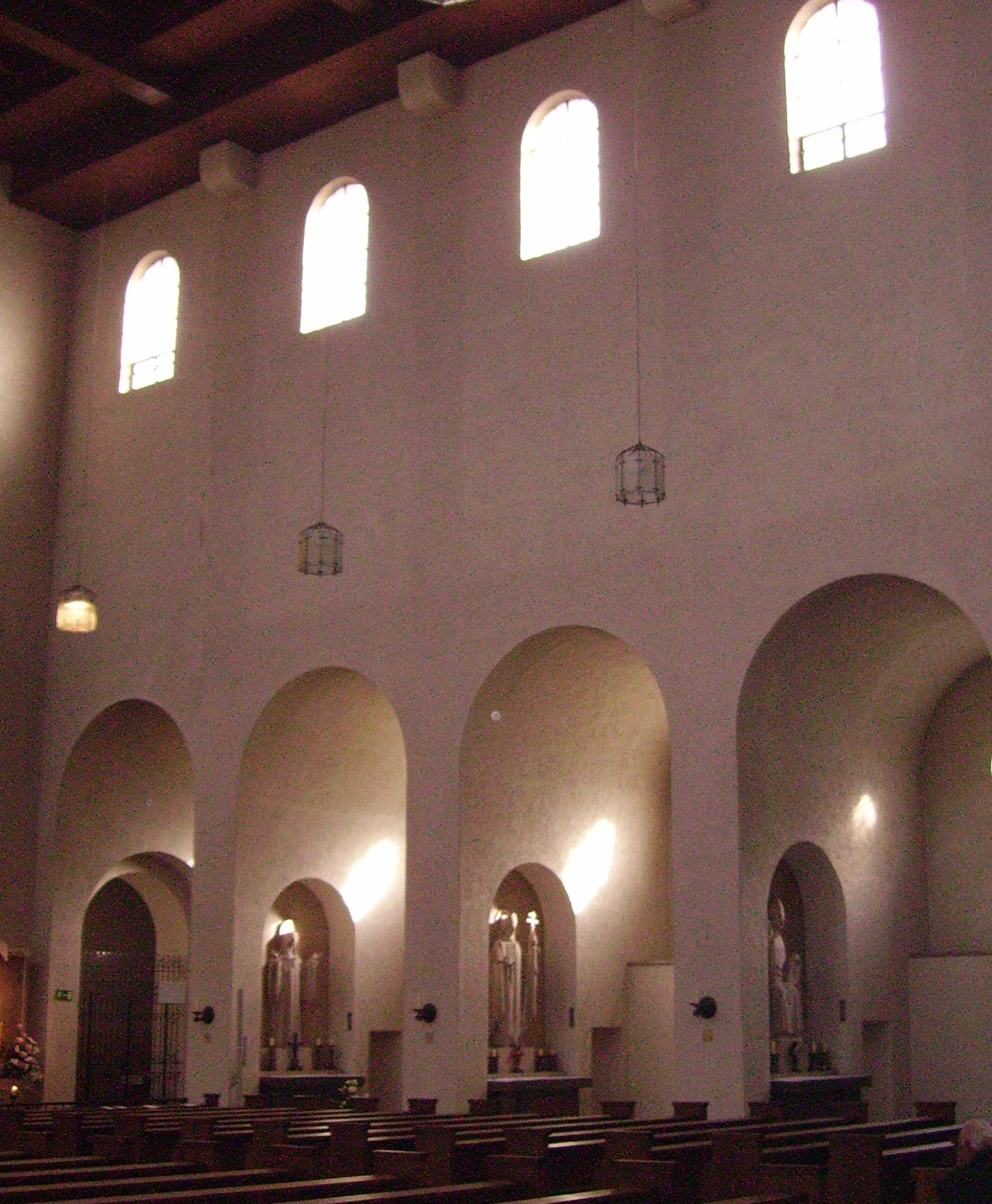
Innenraum
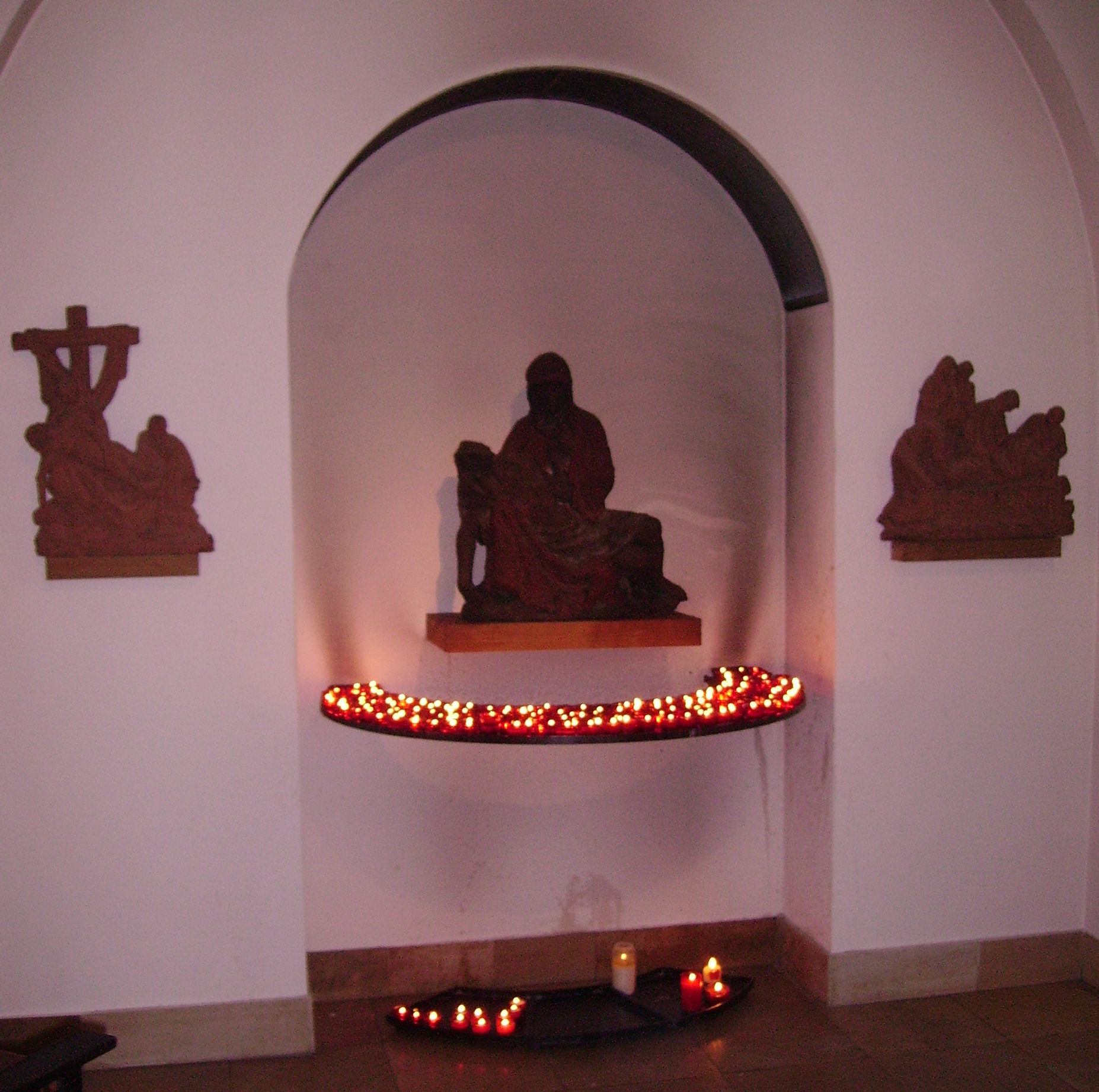
Pieta
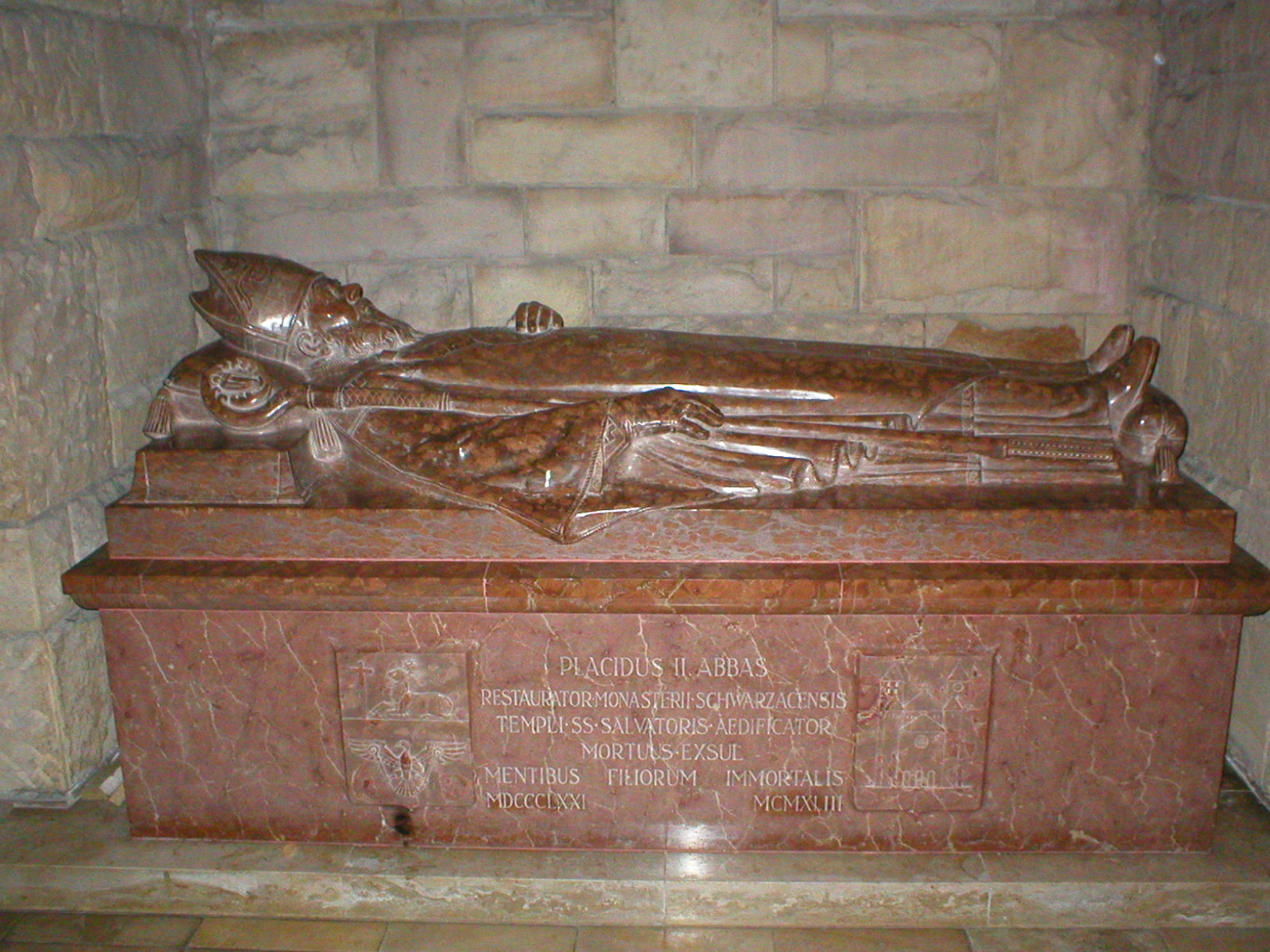
Hochgrab von Abt Plazidus II.

## Mission
Die Missionsarbeit der Abtei als Missionsbenediktiner gliedert sich wie folgt:

### Mission in Afrika
Schwerpunktmäßig betreiben die Missionsbenediktiner von Münsterschwarzach in Tansania den missionarischen Dienst. Dort sind mehrere Abteien in Kooperation mit Münsterschwarzach. Weitere Länder mit Beteiligung der Missionsbenediktiner sind Südafrika, Kenia, Uganda, Sambia und Togo.

### Mission in Asien
In Asien finden sich Benediktinermönche aus Münsterschwarzach in Südkorea und auf den Philippinen. Weiterhin unterstützt die Abtei die Klöster in Indien und Kasachstan.

### Mission auf dem amerikanischen Kontinent
Auf dem nordamerikanischen Kontinent finden sich Benediktinermönche allein in den Vereinigten Staaten. Dort unterhält die Abtei Münsterschwarzach ein eigenes Priorat in Nebraska (Christ the King Priory). Weitere Benediktiner finden sich in Latein- und Südamerika in Venezuela, Kolumbien und auf Kuba.

### Mission in Europa
Auf dem europäischen Kontinent befinden sich Missionsbenediktiner. Schwerpunktmäßig im deutschsprachigen Raum, vor allem in Deutschland, aber auch in der Schweiz und in Österreich. Zudem sind Mönche in Spanien zu finden.

## Gegenwärtige Situation
Die benediktinische Gastfreundschaft ist für alle offen, die auf der Suche nach Stille und Einkehr sind. In ihrem Gästehaus bieten die Mönche Exerzitien, Gesprächsbegleitung und Kurse zur Lebensorientierung und Glaubensvertiefung an.
In seiner Benediktsregel schreibt der Ordensgründer vor, möglichst alles, was zum Lebensunterhalt nötig ist, innerhalb der Klostermauern zu betreiben. Daher unterhält die Abtei eine Reihe von Werkstätten und Betrieben, in denen die Mönche und Mitarbeiter Klosterprodukte herstellen und Lehrlinge ausbilden: Goldschmiede, Metallwerkstatt, Elektrowerkstatt, Malerwerkstatt, Druckerei Benedict Press, Buch- und Kunsthandlung, Bäckerei, Metzgerei, Schreinerei, Schnapsbrennerei, Fairhandel mit Produkten aus aller Welt und landwirtschaftliche Betriebe mit circa 330 Hektar Anbaufläche für Getreide, Mais, Kartoffeln, Zuckerrüben.
In regelmäßigem Abstand erscheinen die Münsterschwarzacher Kleinschriften im klostereigenen Vier-Türme-Verlag. Leiter ist Pater Wolfgang Sigler.
In der Abtei wirkt unter anderem Anselm Grün, der bis zum 15. Oktober 2013 Cellerar der Abtei war. Grün ist Autor zahlreicher Bücher, Kursleiter, Referent und geistlicher Begleiter.
Ein weiterer bekannter Theologe und Autor ist Wunibald Müller, der von 1991 bis 2016 Leiter des Recollectio-Hauses in Münsterschwarzach war, sowie der 2020 verstorbene Zen-Meister und Mystiker Pater Willigis Jäger, der aber exklaustriert lebte.
Eine Besonderheit stellt die klostereigene Feuerwehr dar, die als Teil der Schwarzacher Ortsteilfeuerwehren für ein Gebiet von 21,11 Quadratkilometern mit circa 4000 Einwohnern sowie einen Streckenabschnitt der Bundesautobahn 3 zuständig ist.
Ferner führt die Abtei ein staatlich anerkanntes Gymnasium, das Egbert-Gymnasium Münsterschwarzach, an dem auch einige Mönche als Lehrer und Betreuer wirken. Es wurde 2010 für den Deutschen Schulpreis nominiert.
Für junge Menschen zwischen 18 und 27 Jahren besteht die Möglichkeit, ein freiwilliges soziales Jahr (FSJ)  bzw. ein freiwilliges ökologisches Jahr (FÖJ) in der Abtei Münsterschwarzach zu leisten.
Die Abtei Münsterschwarzach ist durch ihr Energieprojekt seit 2009 CO2-neutral und wurde in der Kategorie „Lokale oder regionale Vereine und Gemeinschaften als Förderer von Projekten für Erneuerbare Energien“ mit dem Deutschen Solarpreis 2008 ausgezeichnet. Auf dem Gelände des Klosters befinden sich Biomasseheizwerk, Biogasanlage, Photovoltaik, Solarthermie und ein Wasserkraftwerk.
Seit Dezember 2014 ist die Abtei auch in der Flüchtlingsarbeit aktiv. Dementsprechend wurde vom Landratsamt dort eine dezentrale Unterkunft eingerichtet. 2018 wurden die Mönche mit dem 6. Integrationspreis des Landkreises Kitzingen ausgezeichnet.
Seit 2016 besteht in den Räumlichkeiten der Abtei Münsterschwarzach das sogenannte Informationszentrum. Es übernimmt die Rolle des hier zuvor befindlichen Missionsmuseums und informiert Besucher über die über 1200-jährige Geschichte der Abtei. Daneben wird hier vor allem der Lebensalltag der Mönche von Münsterschwarzach und der Benediktiner im Allgemeinen beleuchtet.

### Bibliothek
Die Bibliothek der Abtei ist mit über 300.000 Publikationen die größte im Landkreis Kitzingen und hat mehrere Sammelschwerpunkte. Unter anderem spezialisierte man sich auf Bücher über Schwarzach am Main und Franken, aber auch auf Liturgica, Missiologica und Aszetik. Seit 2006 wird der Bestand, der bis dahin nur auf Papier katalogisiert war, zunehmend in einem elektronischen Katalog registriert.

### Sternwarte
Von einiger kultureller Bedeutung für das Kloster und das umgebende Dorf ist auch die Klostersternwarte. Sie wurde in den 1990er Jahren in einem eigenen Gebäude auf dem Klostergelände etabliert. Hier wird vor allem Forschung zur Positionsbestimmung von Asteroiden, Kometen und nahen Erdobjekten betrieben. Dabei ist die Sternwarte in der weltweiten Organisation der Minor Planet Center eingebunden und besitzt den Code K74.
2019 wurde eine neue Sternwarte eingeweiht, welche von einem verstorbenen Münchner Architekten und seiner Frau gespendet wurde (siehe auch: Sammlung Maximilian und Agathe Weishaupt).

## Kommunalpolitik
Eine Besonderheit ist das kommunalpolitische Engagement der Benediktiner in der Marktgemeinde  Schwarzach am Main. Bei den Kommunalwahlen tritt regelmäßig eine Klosterliste an. Seit 2014 ist Christoph Gerhard OSB, Cellerar der Abtei, Mitglied des 16-köpfigen Gemeinderats. Franziskus Büll gehörte dem Gremium von 1984 bis 2014 an. Von 2008 bis 2014 wurden sogar zwei Vertreter der Klosterliste in den Gemeinderat gewählt.

## Klosterstudie zur Lebenserwartung
Das Kloster nahm an der deutsch-österreichischen Klosterstudie der Österreichischen Akademie der Wissenschaften teil. Nach den Ergebnissen leben Nonnen und Frauen der Allgemeinbevölkerung annähernd gleich lang, dicht gefolgt von Mönchen, die eine im Schnitt ein bis zwei Jahre kürzere Lebenserwartung haben als beide Frauengruppen. Deutlich abgeschlagen sind Männer der Allgemeinbevölkerung, die im Schnitt sechs Jahre kürzer leben als Nonnen und Frauen der Allgemeinbevölkerung und bis zu viereinhalb Jahre kürzer als Mönche.

## Bekannte Mönche der Abtei
- Egbert (* um 1010–1076/1077), Abt, setzte Reform von Gorze um
- Gottfried Behm (1636–1674), Astronom und Hochschullehrer in Salzburg
- Marianus Baal (1657–1701), barocker Komponist
- Maurus Kraus (1873–1941), Bildhauer und Hochschullehrer
- Franz Sales Heß (1899–1989), Priester, Lehrer und Direktor des Egbert-Gymnasiums, Überlebender des KZ Dachau
- Willigis Jäger (1925–2020), Priester und Zen-Meister
- Odo Haas (1931–2019), Abt des Klosters Waegwan in Südkorea
- Godehard Joppich (1932–2024), Priester, Theologe, Kantor und Professor, bis 1990 Mönch in Münsterschwarzach
- Rhabanus Erbacher (1937–2025), Priester und Kirchenmusiker[26]
- Fidelis Ruppert (* 1938), Priester und Autor, Abt von 1982 bis 2006
- Franziskus Büll (* 1939), Priester, Lehrer und Kirchenhistoriker
- Basilius Doppelfeld (1943–2013), Autor
- Anselm Grün (* 1945), Priester, Betriebswirt, Führungskräftetrainer, Autor spiritueller Bücher und Referent
- Michael Reepen (* 1959), Abt seit 2006

## Äbte seit der Wiederbesiedelung
- Placidus II. Vogel (1871–1943), Abt von 1914 bis 1937
- Burkhard II. Utz (1892–1960), Abt von 1937 bis 1959
- Bonifaz Vogel (1912–2004), Abt von 1959 bis 1982
- Fidelis Ruppert (* 1938), Abt von 1982 bis 2006
- Michael II. Reepen (* 1959), Abt seit 2006